# HIT Entertainment
HIT Entertainment Limited (stylisée en HiT) est une société de divertissement britannico-américaine fondée en 1982 sous le nom de Henson International Television, la branche de distribution internationale de la Jim Henson Company, par Jim Henson, Peter Orton et Sophie Turner Laing. Orton reprend seul la société en 1989 après avoir appris que Jim Henson envisageait de la vendre à la Walt Disney Company. HIT possède et distribue des séries télévisées pour enfants telles que Thomas et ses amis, Sam le pompier, Bob le bricoleur, Pingu, Barney et Angelina Ballerina.
Le 31 mars 2016, la chaîne est rachetée par Mattel dans sa division Mattel Creations.

## 1982 - 1990: Les débuts de la filiale Henson Associates
Peter Orton rencontre Jim Henson alors qu'il s'occupe de la diffusion de Sesame Street au Sesame Workshop. Il devint ainsi un ami proche de Henson et collabore avec lui en 1981. L'année suivante, ils créent ensemble Henson International Television, qui est la branche de distribution internationale de Jim Henson Productions, dont Orton devient le PDG.

## 1989 - 1999: L'indépendance
À la fin des années 1980, Jim Henson Productions négocie avec The Walt Disney Company en vue d'un éventuel rachat ou d'une fusion. Après avoir entendu ces discussions, Orton et d'autres employés persuadent Henson de les autoriser à se séparer de la branche distribution en tant que société de distribution indépendante. Après l'approbation de Henson, en octobre 1989, Orton dirige le rachat par la direction de Henson International Television et réincorpore la filiale en tant qu'entreprise autonome sous le nom de HIT Communications PLC. 
Un nouveau personnage attire l'attention de la société en 1996, lorsque le publicitaire et dessinateur Keith Chapman soumet son idée à HIT Entertainment. Le personnage de Chapman consiste en un entrepreneur général nommé Bob le bricoleur. Alors qu'un certain nombre d'autres producteurs refusent l'idée, HIT reconnaît son potentiel et achète les droits de développement du personnage pour en faire une série télévisée.

## 2000 - 2004: Bob le Bricoleur et dernières années d'indépendance
HIT, qui laisse entendre depuis longtemps qu'elle souhaite élargir sa gamme de personnages par le biais d'acquisitions, manque de trouver un partenaire au début de l'année 2000 lorsque la société entame des pourparlers avec Britt Allcroft, la société britannique qui détient les licences de personnages aussi populaires que Thomas et ses amis, Captain Pugwash et Sooty. Les deux parties n'ont cependant pas réussi à se mettre d'accord sur un prix, et la fusion échoue. En décembre 2000, la chaîne est parvenue à un accord de partenariat avec Lyrick Studios, propriétaire de Barney, pour la distribution de Bob le Bricoleur et de Kipper. En 2001, l'offre de la chaîne pour Pingu est acceptée.

## 2005 - 2011: Propriété d'Apax Partners
Le 22 mars 2005, Apax Partners acquiert HIT pour 489,4 millions de livres sterling et la privatise, tandis que l'ancien directeur général de la BBC, Greg Dyke, en devient le président,,. 
Apax met HIT en vente en avril 2011, avec l'option de vendre l'entreprise : la franchise Thomas et ses amis et les autres personnages de la chaîne avec une participation dans PBS Kids Sprout. Plusieurs acquéreurs se sont manifestés, dont The Walt Disney Company, Viacom, Mattel, Hasbro, Classic Media, Chorion et Saban Brands. Le programme, Mike le chevalier, coproduit par Nelvana, est diffusé sur Treehouse TV et CBeebies dans l'année. Apax Partners accepte de vendre HIT Entertainment à Mattel le 24 octobre 2011 pour 680 millions de dollars.